# 팔미라 공세 (2024년)
2024년 팔미라 공세는 미국의 지원을 받는 시리아 자유군이 시리아 홈스주 동부의 고대 도시 팔미라에 있는 알탄프 "비분쟁 지대"에서 시작한 공세이다. 미국은 반정부군에게 병참 지원을 제공하고 있다고 알려졌다. 이번 공세는 바샤르 알아사드 정부가 다른 전선, 특히 타흐리르 알샴이 수행 중인 북서시리아 전역의 공세에서 패배하면서 이루어졌다.
시리아 자유군은 하루 만인 12월 7일 팔미라를 점령했으며 다마스쿠스 방향으로 이동하던 도중 시리아 정부군과 짧게 교전을 치렀다고 알려졌다.

## 같이 보기
- 2024년 시리아 반군 공세
- 자유의 새벽 작전
- 2024년 홈스 공세
- 남시리아 공세 (2024년)
- 데이르에조르 공세 (2024년)
- 미국 주도 연합군의 시리아 내전 개입
- 알탄프